# Coupe de France féminine de basket-ball 2010-2011
Navigation
2009-2010 2011-2012
La Coupe de France féminine de basket-ball 2010-2011 est la 34e édition de la Coupe de France, également dénommée Trophée Joë Jaunay. Elle oppose des équipes professionnelles et amatrices françaises sous forme d'un tournoi à élimination directe. La compétition se déroule du 28 janvier au 15 mai 2011, date de la finale à Paris-Bercy.
Bourges est le tenant du titre mais est éliminé en demi-finale par l'USO Mondeville. Ce dernier s'incline en finale contre Lattes Montpellier qui remporte la compétition pour la première fois de son histoire.

## Calendrier
| Tour | Nom              | Dates                    | Participants | Vainqueurs |
| 1    | 16e de finale    | du 28 au 30 janvier 2011 | 32           | 16         |
| 2    | 8e de finale     | du 8 au 12 mars 2011     | 16           | 8          |
| 3    | Quarts de finale | du 22 au 6 avril 2011    | 8            | 4          |
| 4    | Demi-finales     | 16 avril 2011            | 4            | 2          |
| 5    | Finale           | 15 mai 2011              | 2            | 1          |

## Résultats

### Seizièmes de finale
| Date            | Club (division)                         | Résultat | Club (division)                 |
| --------------- | --------------------------------------- | -------- | ------------------------------- |
| 28 janvier 2011 | Roche Vendée (LF2)                      | 56 - 75  | Tarbes Gespe Bigorre (LFB)      |
| 29 janvier 2011 | Lyon Basket Féminin (LF2)               | 40 - 80  | Challes-les-Eaux Basket (LFB)   |
| 29 janvier 2011 | AS Villeurbanne (NF1)                   | 40 - 80  | Cavigal Nice 06 (LF2)           |
| 29 janvier 2011 | BC Perpignan Méditerranée (LF2)         | 42 - 62  | Lattes Montpellier (LFB)        |
| 29 janvier 2011 | Élan béarnais Pau-Lacq-Orthez (LF2)     | 44 - 70  | Nantes Rezé Basket (LFB)        |
| 29 janvier 2011 | Étoile de Voiron Basket Féminin (LF2)   | 46 - 78  | Pays d'Aix Basket 13 (LFB)      |
| 29 janvier 2011 | Club municipal d'Aubervilliers (NF1)    | 46 - 75  | AL Aplemont Le Havre (LF2)      |
| 29 janvier 2011 | Pleyber-Christ Basket Club (LF2)        | 50 - 74  | USO Mondeville (LFB)            |
| 29 janvier 2011 | Fémina Wasquehal Basket (NF1)           | 53 - 85  | ESB Villeneuve-d'Ascq (LFB)     |
| 29 janvier 2011 | SO Armentières (LF2)                    | 56 - 59  | Flammes Carolo (LFB)            |
| 29 janvier 2011 | Limoges ABC (LF2)                       | 57 - 62  | Toulouse Métropole Basket (LFB) |
| 29 janvier 2011 | Angers UFB 49 (LF2)                     | 57 - 77  | Basket Landes (LFB)             |
| 29 janvier 2011 | Saint-Jacques Sport Reims (LF2)         | 59 - 69  | COB Calais (LFB)                |
| 29 janvier 2011 | Dunkerque-Malo BC (LF2)                 | 60 - 84  | Saint-Amand Hainaut (LFB)       |
| 29 janvier 2011 | Strasbourg Illkirch-Graffenstaden (LF2) | 63 - 90  | Tango Bourges (LFB)             |
| 30 janvier 2011 | Avenir de Rennes (LF2)                  | 41 - 71  | Arras Pays d'Artois (LFB)       |

### Tableau final
|  | Huitièmes de finale  | Huitièmes de finale        | Huitièmes de finale   | Huitièmes de finale   |      |                      | Quarts de finale     | Quarts de finale     | Quarts de finale     | Quarts de finale     |  |  | Demi-finales          | Demi-finales          | Demi-finales          | Demi-finales          |  |  | Finale              | Finale              | Finale              | Finale              |
|  |                      |                            |                       |                       |      |                      |                      |                      |                      |                      |  |  |                       |                       |                       |                       |  |  |                     |                     |                     |                     |
|  | 12 mars 2011 à 20h00 | 12 mars 2011 à 20h00       | 12 mars 2011 à 20h00  | 12 mars 2011 à 20h00  |      |                      | 22 mars 2011 à 20h00 | 22 mars 2011 à 20h00 | 22 mars 2011 à 20h00 | 22 mars 2011 à 20h00 |  |  | 16 avril 2011 à 20h00 | 16 avril 2011 à 20h00 | 16 avril 2011 à 20h00 | 16 avril 2011 à 20h00 |  |  | 15 mai 2011 à 14h00 | 15 mai 2011 à 14h00 | 15 mai 2011 à 14h00 | 15 mai 2011 à 14h00 |
|  | LFB                  | Tango Bourges              | 75                    | 75                    |      |                      | 22 mars 2011 à 20h00 | 22 mars 2011 à 20h00 | 22 mars 2011 à 20h00 | 22 mars 2011 à 20h00 |  |  | 16 avril 2011 à 20h00 | 16 avril 2011 à 20h00 | 16 avril 2011 à 20h00 | 16 avril 2011 à 20h00 |  |  | 15 mai 2011 à 14h00 | 15 mai 2011 à 14h00 | 15 mai 2011 à 14h00 | 15 mai 2011 à 14h00 |
|  | LFB                  | Tango Bourges              | 75                    | 75                    |      |                      | 22 mars 2011 à 20h00 | 22 mars 2011 à 20h00 | 22 mars 2011 à 20h00 | 22 mars 2011 à 20h00 |  |  | 16 avril 2011 à 20h00 | 16 avril 2011 à 20h00 | 16 avril 2011 à 20h00 | 16 avril 2011 à 20h00 |  |  | 15 mai 2011 à 14h00 | 15 mai 2011 à 14h00 | 15 mai 2011 à 14h00 | 15 mai 2011 à 14h00 |
|  | LFB                  | COB Calais                 | 41                    | 41                    |      |                      | 22 mars 2011 à 20h00 | 22 mars 2011 à 20h00 | 22 mars 2011 à 20h00 | 22 mars 2011 à 20h00 |  |  | 16 avril 2011 à 20h00 | 16 avril 2011 à 20h00 | 16 avril 2011 à 20h00 | 16 avril 2011 à 20h00 |  |  | 15 mai 2011 à 14h00 | 15 mai 2011 à 14h00 | 15 mai 2011 à 14h00 | 15 mai 2011 à 14h00 |
|  | LFB                  | COB Calais                 | 41                    | 41                    | LFB  | Tango Bourges        | 67                   | 67                   |                      |                      |  |  | 16 avril 2011 à 20h00 | 16 avril 2011 à 20h00 | 16 avril 2011 à 20h00 | 16 avril 2011 à 20h00 |  |  | 15 mai 2011 à 14h00 | 15 mai 2011 à 14h00 | 15 mai 2011 à 14h00 | 15 mai 2011 à 14h00 |
|  | 8 mars 2011 à 20h00  |                            |                       |                       | LFB  | Tango Bourges        | 67                   | 67                   |                      |                      |  |  | 16 avril 2011 à 20h00 | 16 avril 2011 à 20h00 | 16 avril 2011 à 20h00 | 16 avril 2011 à 20h00 |  |  | 15 mai 2011 à 14h00 | 15 mai 2011 à 14h00 | 15 mai 2011 à 14h00 | 15 mai 2011 à 14h00 |
|  |                      |                            | LFB                   | Nantes Rezé Basket    | 58   | 58                   |                      |                      |                      |                      |  |  | 16 avril 2011 à 20h00 | 16 avril 2011 à 20h00 | 16 avril 2011 à 20h00 | 16 avril 2011 à 20h00 |  |  | 15 mai 2011 à 14h00 | 15 mai 2011 à 14h00 | 15 mai 2011 à 14h00 | 15 mai 2011 à 14h00 |
|  | LFB                  | Basket Landes              | LFB                   | Nantes Rezé Basket    | 58   | 58                   | 58                   | 58                   |                      |                      |  |  | 16 avril 2011 à 20h00 | 16 avril 2011 à 20h00 | 16 avril 2011 à 20h00 | 16 avril 2011 à 20h00 |  |  | 15 mai 2011 à 14h00 | 15 mai 2011 à 14h00 | 15 mai 2011 à 14h00 | 15 mai 2011 à 14h00 |
|  | LFB                  | Basket Landes              | 23 mars 2011 à 16h00  |                       |      |                      | 58                   | 58                   |                      |                      |  |  | 16 avril 2011 à 20h00 | 16 avril 2011 à 20h00 | 16 avril 2011 à 20h00 | 16 avril 2011 à 20h00 |  |  | 15 mai 2011 à 14h00 | 15 mai 2011 à 14h00 | 15 mai 2011 à 14h00 | 15 mai 2011 à 14h00 |
|  | LFB                  | Nantes Rezé Basket         | 62                    | 62                    |      |                      |                      |                      |                      |                      |  |  | 16 avril 2011 à 20h00 | 16 avril 2011 à 20h00 | 16 avril 2011 à 20h00 | 16 avril 2011 à 20h00 |  |  | 15 mai 2011 à 14h00 | 15 mai 2011 à 14h00 | 15 mai 2011 à 14h00 | 15 mai 2011 à 14h00 |
|  | LFB                  | Nantes Rezé Basket         | 62                    | 62                    | LFB  | Tango Bourges        | 79                   | 79                   |                      |                      |  |  |                       |                       |                       |                       |  |  | 15 mai 2011 à 14h00 | 15 mai 2011 à 14h00 | 15 mai 2011 à 14h00 | 15 mai 2011 à 14h00 |
|  | 10 mars 2011 à 20h00 |                            |                       |                       | LFB  | Tango Bourges        | 79                   | 79                   |                      |                      |  |  |                       |                       |                       |                       |  |  | 15 mai 2011 à 14h00 | 15 mai 2011 à 14h00 | 15 mai 2011 à 14h00 | 15 mai 2011 à 14h00 |
|  |                      |                            | LFB                   | USO Mondeville a. p.  | 85ap | 85ap                 |                      |                      |                      |                      |  |  |                       |                       |                       |                       |  |  | 15 mai 2011 à 14h00 | 15 mai 2011 à 14h00 | 15 mai 2011 à 14h00 | 15 mai 2011 à 14h00 |
|  | LF2                  | Cavigal Nice 06            | LFB                   | USO Mondeville a. p.  | 85ap | 85ap                 | 64                   | 64                   |                      |                      |  |  |                       |                       |                       |                       |  |  | 15 mai 2011 à 14h00 | 15 mai 2011 à 14h00 | 15 mai 2011 à 14h00 | 15 mai 2011 à 14h00 |
|  | LF2                  | Cavigal Nice 06            | 16 avril 2011 à 20h00 |                       |      |                      | 64                   | 64                   |                      |                      |  |  |                       |                       |                       |                       |  |  | 15 mai 2011 à 14h00 | 15 mai 2011 à 14h00 | 15 mai 2011 à 14h00 | 15 mai 2011 à 14h00 |
|  | LFB                  | Pays d'Aix Basket 13       | 65                    | 65                    |      |                      |                      |                      |                      |                      |  |  |                       |                       |                       |                       |  |  | 15 mai 2011 à 14h00 | 15 mai 2011 à 14h00 | 15 mai 2011 à 14h00 | 15 mai 2011 à 14h00 |
|  | LFB                  | Pays d'Aix Basket 13       | 65                    | 65                    | LFB  | Pays d'Aix Basket 13 | 71                   | 71                   |                      |                      |  |  |                       |                       |                       |                       |  |  | 15 mai 2011 à 14h00 | 15 mai 2011 à 14h00 | 15 mai 2011 à 14h00 | 15 mai 2011 à 14h00 |
|  | 12 mars 2011 à 17h30 |                            |                       |                       | LFB  | Pays d'Aix Basket 13 | 71                   | 71                   |                      |                      |  |  |                       |                       |                       |                       |  |  | 15 mai 2011 à 14h00 | 15 mai 2011 à 14h00 | 15 mai 2011 à 14h00 | 15 mai 2011 à 14h00 |
|  |                      |                            | LFB                   | USO Mondeville        | 80   | 80                   |                      |                      |                      |                      |  |  |                       |                       |                       |                       |  |  | 15 mai 2011 à 14h00 | 15 mai 2011 à 14h00 | 15 mai 2011 à 14h00 | 15 mai 2011 à 14h00 |
|  | LF2                  | AL Aplemont Le Havre       | LFB                   | USO Mondeville        | 80   | 80                   | 42                   | 42                   |                      |                      |  |  |                       |                       |                       |                       |  |  | 15 mai 2011 à 14h00 | 15 mai 2011 à 14h00 | 15 mai 2011 à 14h00 | 15 mai 2011 à 14h00 |
|  | LF2                  | AL Aplemont Le Havre       | 6 avril 2011 à 20h00  |                       |      |                      | 42                   | 42                   |                      |                      |  |  |                       |                       |                       |                       |  |  | 15 mai 2011 à 14h00 | 15 mai 2011 à 14h00 | 15 mai 2011 à 14h00 | 15 mai 2011 à 14h00 |
|  | LFB                  | USO Mondeville             | 70                    | 70                    |      |                      |                      |                      |                      |                      |  |  |                       |                       |                       |                       |  |  | 15 mai 2011 à 14h00 | 15 mai 2011 à 14h00 | 15 mai 2011 à 14h00 | 15 mai 2011 à 14h00 |
|  | LFB                  | USO Mondeville             | 70                    | 70                    | LFB  | USO Mondeville       | 54                   | 54                   |                      |                      |  |  |                       |                       |                       |                       |  |  |                     |                     |                     |                     |
|  | 12 mars 2011 à 20h00 |                            |                       |                       | LFB  | USO Mondeville       | 54                   | 54                   |                      |                      |  |  |                       |                       |                       |                       |  |  |                     |                     |                     |                     |
|  |                      |                            | LFB                   | Lattes Montpellier    | 63   | 63                   |                      |                      |                      |                      |  |  |                       |                       |                       |                       |  |  |                     |                     |                     |                     |
|  | LFB                  | Arras Pays d'Artois        | LFB                   | Lattes Montpellier    | 63   | 63                   | 76                   | 76                   |                      |                      |  |  |                       |                       |                       |                       |  |  |                     |                     |                     |                     |
|  | LFB                  | Arras Pays d'Artois        |                       |                       |      |                      |                      | 76                   |                      |                      |  |  |                       |                       |                       |                       |  |  |                     |                     |                     |                     |
|  | LFB                  | Saint-Amand Hainaut Basket | 68                    | 68                    |      |                      |                      |                      |                      |                      |  |  |                       |                       |                       |                       |  |  |                     |                     |                     |                     |
|  | LFB                  | Saint-Amand Hainaut Basket | 68                    | 68                    | LFB  | Arras Pays d'Artois  | 80                   | 80                   |                      |                      |  |  |                       |                       |                       |                       |  |  |                     |                     |                     |                     |
|  | 11 mars 2011 à 20h00 |                            |                       |                       | LFB  | Arras Pays d'Artois  | 80                   | 80                   |                      |                      |  |  |                       |                       |                       |                       |  |  |                     |                     |                     |                     |
|  |                      |                            | LFB                   | ESB Villeneuve-d'Ascq | 60   | 60                   |                      |                      |                      |                      |  |  |                       |                       |                       |                       |  |  |                     |                     |                     |                     |
|  | LFB                  | ESB Villeneuve-d'Ascq      | LFB                   | ESB Villeneuve-d'Ascq | 60   | 60                   | 71                   | 71                   |                      |                      |  |  |                       |                       |                       |                       |  |  |                     |                     |                     |                     |
|  | LFB                  | ESB Villeneuve-d'Ascq      | 23 mars 2011 à 20h00  |                       |      |                      | 71                   | 71                   |                      |                      |  |  |                       |                       |                       |                       |  |  |                     |                     |                     |                     |
|  | LFB                  | Flammes Carolo             | 43                    | 43                    |      |                      |                      |                      |                      |                      |  |  |                       |                       |                       |                       |  |  |                     |                     |                     |                     |
|  | LFB                  | Flammes Carolo             | 43                    | 43                    | LFB  | Arras Pays d'Artois  | 54                   | 54                   |                      |                      |  |  |                       |                       |                       |                       |  |  |                     |                     |                     |                     |
|  | 12 mars 2011 à 20h00 |                            |                       |                       | LFB  | Arras Pays d'Artois  | 54                   | 54                   |                      |                      |  |  |                       |                       |                       |                       |  |  |                     |                     |                     |                     |
|  |                      |                            | LFB                   | Lattes Montpellier    | 61ap | 61ap                 |                      |                      |                      |                      |  |  |                       |                       |                       |                       |  |  |                     |                     |                     |                     |
|  | LFB                  | Tarbes Gespe Bigorre       | LFB                   | Lattes Montpellier    | 61ap | 61ap                 | 63                   | 63                   |                      |                      |  |  |                       |                       |                       |                       |  |  |                     |                     |                     |                     |
|  | LFB                  | Tarbes Gespe Bigorre       |                       |                       |      |                      |                      | 63                   |                      |                      |  |  |                       |                       |                       |                       |  |  |                     |                     |                     |                     |
|  | LFB                  | Toulouse Métropole Basket  | 37                    | 37                    |      |                      |                      |                      |                      |                      |  |  |                       |                       |                       |                       |  |  |                     |                     |                     |                     |
|  | LFB                  | Toulouse Métropole Basket  | 37                    | 37                    | LFB  | Tarbes Gespe Bigorre | 59                   | 59                   |                      |                      |  |  |                       |                       |                       |                       |  |  |                     |                     |                     |                     |
|  | 11 mars 2011 à 20h00 |                            |                       |                       | LFB  | Tarbes Gespe Bigorre | 59                   | 59                   |                      |                      |  |  |                       |                       |                       |                       |  |  |                     |                     |                     |                     |
|  |                      |                            | LFB                   | Lattes Montpellier    | 72   | 72                   |                      |                      |                      |                      |  |  |                       |                       |                       |                       |  |  |                     |                     |                     |                     |
|  | LFB                  | Lattes Montpellier         | LFB                   | Lattes Montpellier    | 72   | 72                   | 78                   | 78                   |                      |                      |  |  |                       |                       |                       |                       |  |  |                     |                     |                     |                     |
|  | LFB                  | Lattes Montpellier         |                       |                       |      |                      |                      | 78                   |                      |                      |  |  |                       |                       |                       |                       |  |  |                     |                     |                     |                     |
|  | LFB                  | Challes-les-Eaux Basket    | 52                    | 52                    |      |                      |                      |                      |                      |                      |  |  |                       |                       |                       |                       |  |  |                     |                     |                     |                     |
|  | LFB                  | Challes-les-Eaux Basket    | 52                    | 52                    |      |                      |                      |                      |                      |                      |  |  |                       |                       |                       |                       |  |  |                     |                     |                     |                     |
|  |                      |                            |                       |                       |      |                      |                      |                      |                      |                      |  |  |                       |                       |                       |                       |  |  |                     |                     |                     |                     |

### Finale
| 15 mai 2011 14h00 CEST | Live Stats | USO Mondeville (LFB)                                                            | 54-63                               | Lattes Montpellier (LFB)                                                     |  | Palais Omnisports de Paris-Bercy, Paris 12e Arbitres : ? | Sport+ |
| 15 mai 2011 14h00 CEST | Live Stats | Score par quart-temps : 13-13, 20-16, 10-14, 11-20                              |                                     |                                                                              |  | Palais Omnisports de Paris-Bercy, Paris 12e Arbitres : ? | Sport+ |
| 15 mai 2011 14h00 CEST | Live Stats | Score par mi-temps : 33-29, 21-34                                               |                                     |                                                                              |  | Palais Omnisports de Paris-Bercy, Paris 12e Arbitres : ? | Sport+ |
| 15 mai 2011 14h00 CEST | Live Stats | Lenae Williams, 19 Aurélie Bonnan, 11 Sharp et Sene, 4 Bonnan et Berejynska, 11 | Points Rebonds Passes d. Évaluation | Skrela et Ajanović, 13 Sandra Dijon, 7 Virginie Brémont, 7 Gaëlle Skrela, 16 |  | Palais Omnisports de Paris-Bercy, Paris 12e Arbitres : ? | Sport+ |

### Vainqueur
| Vainqueur de la Coupe de France 2010-2011 Basket Lattes Montpellier Association 1re victoire |